# Ray Gillen
Ray Gillen (New York, 12 maggio 1959 – New York, 1º dicembre 1993) è stato un cantante statunitense heavy metal.

## Biografia
Nato a New York, Ray crebbe a Cliffside Park, nel New Jersey. Iniziò a cantare da ragazzo, ispirandosi a Bad Company, Deep Purple e Led Zeppelin.
I primi gruppi in cui militò furono "Vendetta" e "Harlette". Nel 1985 entrò nei Terrified, gruppo del batterista Bobby Rondinelli, militando per un anno incidendo un disco che però uscì nel 1996.
Nel 1986, venne chiamato da Tony Iommi per sostituire Glenn Hughes nei Black Sabbath, dato che questi ebbe seri problemi alle corde vocali in seguito ad un pugno datogli dal manager del gruppo. Gillen completò il tour di Seventh Star, intrapreso inizialmente dai Sabbath con Hughes. Gillen rimase con il gruppo per l'incisione del disco successivo, The Eternal Idol.
Poco prima della sua pubblicazione, Ray e il batterista Eric Singer vennero licenziati per problemi finanziari del management dei Black Sabbath, lasciando l'incisione del disco incompleta. Questa lacuna verrà rimediata dal suo sostituto Tony Martin che ri-registrò le parti vocali del disco. Tuttavia, è possibile trovare dei bootlegs dell'album con Gillen alla voce.
Successivamente, con Singer e il chitarrista Jake E. Lee (ex collaboratore di Ozzy Osbourne) formò i Badlands, band con cui pubblicò tre dischi in studio e che abbandonò nel 1992, per via di diverbi con Lee. Un anno dopo, il cantante venne ricoverato in un ospedale di New York dove gli fu diagnosticato l'AIDS, che lo uccise il 1º dicembre 1993.

## Discografia
Black Sabbath
- 1987 - The Eternal Idol (versione iniziale)

Badlands
- 1989 - Badlands
- 1991 - Voodoo Highway
- 1999 - Dusk

Sun Red Sun
- 1995 - Sun Red Sun
- 1999 - Lost Tracks

Terrified
- 1996 - Wardance

Altri album
- 1987 - Phenomena II - Dream Runner
- 1987 - Savatage - Hall of the Mountain King
- 1991 - The Scream - Let It Scream
- 1993 - George Lynch - Sacred Groove
- 1993 - Atsushi Yokozeki Project - Raid
- 1998 - Ray Gillen - 5th Anniversary Memorial Tribute